# Sho Murata
Sho Murata (født 2. april 1987) er en japansk fodboldspiller.
Han har spillet for flere forskellige klubber i sin karriere, herunder Mito HollyHock og Thespakusatsu Gunma.